# Пеппер, Вильям
Уильям Пеппер (англ. William Pepper, 21 августа 1843 — 28 июля 1898) — американский врач, преподаватель, медицинский писатель. Был одним из крупнейших деятелей медицинского образования в США в XIX веке и на протяжении многих лет провостом Пенсильванского университета.

## Биография
Уильям Пеппер родился в Филадельфии. Образование получил в Пенсильванском университете, в 1862 году окончив его колледж и в 1864 году медицинскую школу. В 1868 году стал преподавателем патологической анатомии в медицинской школе Пенсильванского университета, в 1870 году — преподавателем клинической медицины; параллельно работал врачом-консультантом в филадельфийском госпитале. С 1876 по 1887 год был профессором клинической медицины Пенсильванского университета, с 1887 года — профессором теории и практики медицины. Основал медицинский журнал «Philadelphia Medical Times», в 1870—1871 годах был его главным редактором. В 1876 году организовал в Филадельфии медицинскую выставку, за что был награждён орденом св. Олафа от правительства Швеции. В 1881 году стал провостом Пенсильванского университета, занимая эту должность до 1894 года. В 1891 году основал в Филадельфии первую публичную библиотеку. В 1893 году был президентом первого панамериканского конгресса врачей. В 1895—1897 годах спонсировал экспедицию во Флориду.
Уильям Пеппер умер в Плизантоне, Калифорния.
Трудам Пеппера медицинский факультет в Филадельфии был обязан усовершенствованной постановкой медицинского образования. Вопросам медицинского преподавания посвящены две его книги: «System of medicine by American Authors», «Text-Book of the practice of medicine by american teachers» (1885—1886); эти книги на долгое время стали базовыми для американского медицинского образования. Ему также принадлежат следующие работы «Lectures on morbid anatomy», «Lectures on clinical medicine», «Trephining in Cerebral Diseases» (1871); «Local Treatment in Pulmonary Cavities» (1874); «Catarrhal Irrigation» (1881); «Epilepsy» (1883); «Higher Medical Education: the True Interest of the Public and the Profession».